# Heterobapta
Heterobapta là một chi bướm đêm thuộc họ Geometridae.

## Các loài
- Heterobapta ejana
- Heterobapta plumellata